# Regina Podstanická
Regina Podstanická (* 25. März 1928 in Látky, Tschechoslowakei; † 20. November 2000 in Žilina, Slowakei) war eine slowakische Astronomin und Entdeckerin eines Asteroiden.
Nach dem Schulabschluss in Banská Bystrica 1947 studierte sie Physik an der Fakultät für Naturwissenschaften der Comenius-Universität Bratislava und schloss das Studium 1952 ab. Von 1952 bis 1956 war sie Forscherin am Astronomischen Institut der Slowakischen Akademie der Wissenschaften (SAV) und arbeitete am Observatorium Skalnaté Pleso.
1955 entdeckte sie zusammen mit A. Paroubek auf einer Fotoplatte einen Asteroiden. Es war die erste Entdeckung eines solchen Himmelskörpers in der Slowakei und er erhielt den Namen Tatry. Ab 1955 untersuchte sie am neu eröffneten Lehrstuhl für interplanetare Materie des Astronomischen Instituts der SAV die Verteilung kleiner Körper im Sonnensystem. Die Beobachtungen verarbeitete sie in ihrer Doktorarbeit „Auftreten und Entwicklung von Kometenschweifen“ (Výkyt a vývoj kometárnych chvostov), die sie 1974 aus ideologischen Gründen nicht verteidigen durfte. Anschließend war sie bis 1961 Physiklehrerin in Zvolen und unterrichtete dann bis 1992 an der Hochschule für Eisenbahnwesen Žilina.

## Entdeckte Asteroiden
| Asteroid     | Asteroidentyp            | Entdeckungsdatum                   | Provisorische Bezeichnung(en)                                  |
| ------------ | ------------------------ | ---------------------------------- | -------------------------------------------------------------- |
| (1989) Tatry | Innerer Asteroidengürtel | 20. März 1955 (mit Alois Paroubek) | 1955 FG; 1935 UQ; 1944 DL; 1955 DY; 1964 WK; 1968 YC; 1971 SJ2 |